# Aluminiumriket
Aluminiumriket Sverige, bransch- och intresseorganisation bildad 1999, sedan sammanslagen 2007 med branschorganisationen Svenskt Aluminium. 
Svenskt Aluminium organiserar företag som är verksamma i aluminiumbranschen och har 2007 cirka 100 medlemsföretag.